# La Panne (Dürrenmatt)
Pour les articles homonymes, voir Panne.
La Panne (titre original : Die Panne) est un roman de Friedrich Dürrenmatt, paru en 1956.

## Historique
Écrite en 1955, l’histoire connaît trois versions avec trois fins différentes : une pièce radiophonique, créée en 1956 (dont une seconde version pour la radio en 1959), un roman, aussi de 1956, et une adaptation théâtrale en 1979. Elle a aussi été tournée pour la télévision en 1957 par Fritz Umgelter puis pour le cinéma par Ettore Scola en 1972 sous le titre La Plus Belle Soirée de ma vie.

## Résumé
Alfredo Traps, un prospère représentant en textile, se retrouve un soir en panne non loin d'un village, où, faute de place, il est invité à passer la nuit dans la maison d'un juge à la retraite qui, le prévient-il, a coutume de procéder, avec l’accord de l’invité, au cours d’un somptueux dîner, à un simulacre de procès (ou celui d’une personnalité historique) aux côtés ses collègues, anciens avocat, procureur et bourreau. Alfredo Traps accepte avec réticence, puis se prend au jeu de l’interrogatoire qui doit déterminer le crime qu’il aurait pu commettre. Passé au crible serré des questions du procureur, il s’avère qu’il a pris la place de son supérieur, décédé prématurément d’une crise cardiaque, alors que Traps avait pris l’épouse de ce dernier pour maîtresse.

## Adaptation
- 1972 : La Plus Belle Soirée de ma vie (La più bella serata della mia vita), film italien réalisé par Ettore Scola, adaptation du roman La Panne, avec Alberto Sordi, Michel Simon et Charles Vanel

## Sources
- Sur le roman